# Uklat al-Dżahman
Uklat al-Dżahman (arab. عكلة الجهمان) – wieś w Syrii, w muhafazie Aleppo, w dystrykcie Dżabal Siman. W 2004 roku liczyła 100 mieszkańców.